# Aljaska (poluotok)
Aljaska (engleski: Alaska Peninsula, Aleut Peninsula ili Aleutian Peninsula, ruski: полуостров Аляска) je poluotok u sjeverozapadnom dijelu Sjeverne Amerike koji se nalazi između Tihog oceana i Beringova mora. Površina poluotoka iznosi 22.000 km2. U duljini od 800 km proteže se na krajnjem jugozapadnom dijelu američke savezne države Aljaske, od jezera Iliamne na sjeveroistoku do otoka Unimaka (najvećeg otoka Aleutskog otočja) na jugozapadu. Poluotokom se pruža vulkansko Aleutsko gorje s vrhuncima iznad 2000 m. Najveći vrh je Mount Pavlof s visinom od 2515 metara. Česte su vulkanske erupcije. Na poluotoku se nalaze mnogi rezervati prirode i nacionalni parkovi, poput Nacionalni park Katmaija i Nacionalnog spomenika i rezervata Aniakchak. Malobrojno stanovništvo poluotoka bavi se ribolovom.